# طريق الجليد (فلم 2021)
طريق الجليد (بالإنجليزية: The Ice Road) فيلم دراما، وإثارة، ومغامرات أمريكي لعام 2021، من تأليف وإخراج جوناثان هينسلي، وبطولة ليام نيسون، ولورانس فيشبورن. يتابع الفيلم أحداث بعد انهيار منجم ألماس في أقصى شمال كندا، يجب أن يقود سائق في طريق جليدي، مهمة إنقاذ مستحيلة فوق محيط متجمد لإنقاذ عمال المناجم المحاصرين. صدر الفيلم رقميًا لصالح شركة نتفليكس في الولايات المتحدة، وشركة أمازون برايم تايم في المملكة المتحدة في 25 يونيو 2021.

## طاقم التمثيل
- ليام نيسون: في دور مايك ماكان
- لورانس فيشبورن: في دور جيم جولدنرود
- بنيامين ووكر: في دور فارناي
- آمبر ميدثندر: في دور تانتو
- ماركوس توماس: في دور جورتي ماكان
- هولت مكالاني: في دور رينيه لامبارد
- مارتن سنسماير: في دور كودي
- مات مكوي: في دور جورج سيكل
- مات سالينجر: في دور المدير التنفيذي توماسون
- بول إيسيمبر: في دور نائب الوزير أوتول
- لورين كوكران: في دور الممرضة
- غابرييل دانيلز: في دور عامل المنجم بارني
- تشاد بروس: في دور تحول سوبر مانكينز
- ستيف باكود: في دور باسكال
- برادلي ساواتسكي: في دور نائب رئيس عمليات تاجر
- آرون ميركي: في دور شرطي مكتب
- جيك كينيرد: في دور جيفرسون
- لوري بابادوبولوس: في دور سائق قاطرة[10]

## أحداث الفيلم
يحدث انفجار في منجم في مانيتوبا أدى إلى احتجاز 26 من عمال المناجم. يعمل مايك ماكان، وشقيقه جورتي في شركة نقل بالشاحنات. يلكم مايك سائق شاحنة آخر للإشارة إلى شقيقه جورتي على أنه «متخلف»، ويتم طردهما. يشترك مايك، وجورتي في مهمة إنقاذ خطيرة للمساعدة في توصيل ثلاثة رؤوس آبار إلى المنجم، وتنضم معهم الشابة تانتو، كما ينضم الخبير الاكتواري فارناي، الذي يدعي أنه مسؤول عن تقييم مخاطر التأمين، وفي الوقت نفسه، يتواصل عمال المناجم مع المديرين التنفيذيين في كاتكا من خلال شفرة مورس. ينقل المدير العام لشركة كاتاكا سيكل رسالة مفادها أنهم يخططون لتحرير الرجال عن طريق نسف النفق. يغادر الفريق إلى المنجم. يجد أعضاء الفريق أنهم مجبرون على أخذ طريق الجسر القديم غير المستقر مثل الجسر الجديد، ولكنه ضروري من أجل إيصال رؤوس الآبار إلى عمال المناجم في الوقت المناسب. أثناء الرحلة، توقف محرك جيم جولدنرود، وأثناء محاولته إصلاحه، تنكسر ساقه، ويعلق على كابل بينما تسقط مقطورته عبر الجليد. يقرر أنه لا يستطيع الهروب، ويطلب منه تانتو قطع الشريط الذي يربطه بالشاحنة الأخرى، مما أدى إلى مقتله وإنقاذ الحفارة الأخرى ورأس البئر.
يستمر الفريق في مغامراته للوصول إلى المنجم، ويتخلل ذلك صراعات، حتى يصل مايك وتانتو ومعهما رأس البئر، بينما يقترب عمال المناجم من الموت وينقذوهم.

## الإنتاج والإصدار
تم التصوير في وينيبيغ، بكندا، في فبراير 2020، وأيضًا في إيل دي شين، وجيملي، مانيتوبا.
حصلت شركة نتفليكس في مارس 2021، على حقوق توزيع الفيلم في الولايات المتحدة مقابل 18 مليون دولار، وصدر الفيلم رقميًا في 25 يونيو 2021. يختلف الموزعون في البلدان الأخرى، بما في ذلك امازون، وبرايم فيديو في المملكة المتحدة.

## استقبال الفيلم
منح موقع الطماطم الفاسدة الفيلم تقييماً مقداره 45% بناءاً على آراء 42 ناقد سينمائي، وكتب إجماع نقاد الموقع: «لا يزال ليام نيسون بطل أفلام من الدرجة الأولى، ولسوء الحظ، مثل عدد من أفلامه الأخيرة، فإن طريق الجليد عبارة عن مسار انحدار مرصوف بإمكانية التنبؤ». منح موقع ميتاكريتيك الفيلم تقييماً مقداره 43% بناءاً على آراء 18 ناقداً سينمائياً. انتقد ألونسو دورالدي من موقع "ذا راب" المؤثرات البصرية المضحكة بشكل واضح" وكتب: "الطريق الجليدي غالبًا ما يكون غير كفء، وعنيف لدرجة أنه لا يمكن حتى للوجود الموثوق به للنجم ليام نيسون أن ينقذه".

## وصلات خارجية
- مقالات تستعمل روابط فنية بلا صلة مع ويكي بيانات